# النصرية
قرية النصرية هي إحدى القرى التابعة لمركز دير مواس بمحافظة المنيا في جمهورية مصر العربية. حسب إحصاءات سنة 2006، بلغ إجمالي السكان في النصرية 8291 نسمة، منهم 4240 رجلا و4051 امرأة.